# Xocolata amb xurros

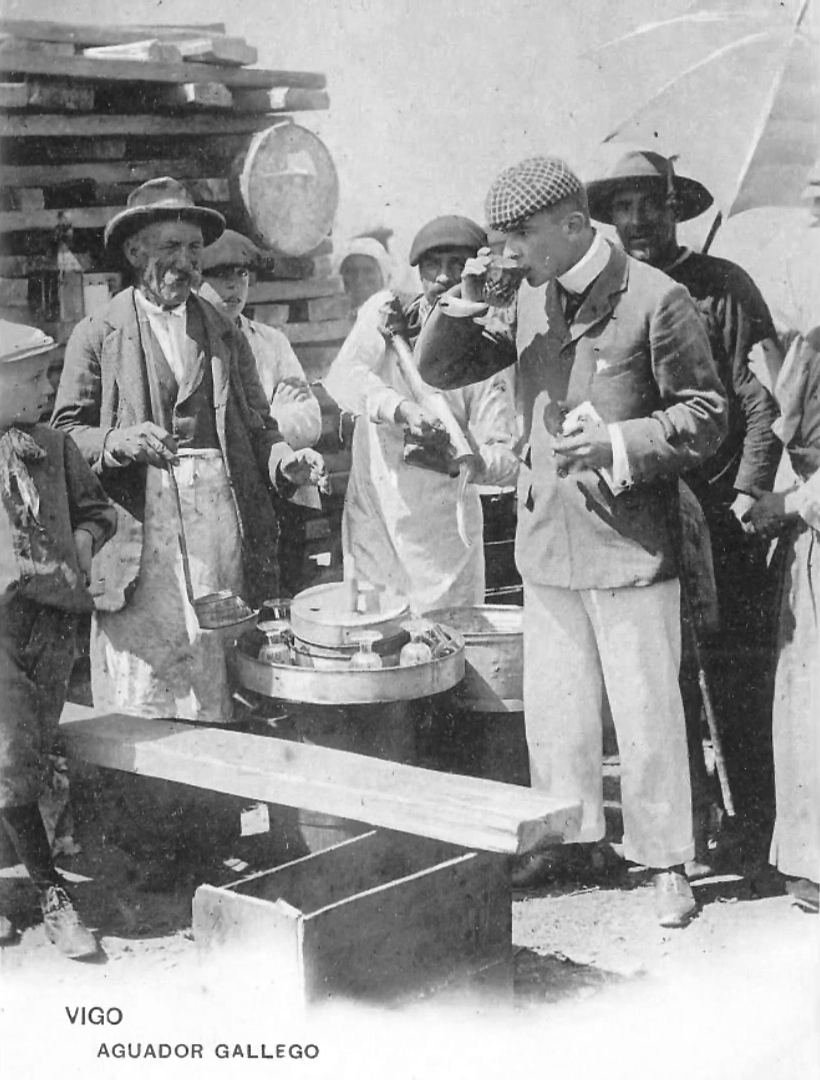
Un home prenent xocolata amb xurros al carrer a Vigo

La xocolata amb xurros és un plat típic de la gastronomia catalana des de fa més d'un segle. Es consumeix com a esmorzar molt d'hora al matí i en alguns casos se serveix com a berenar.
La paraula «xurro» és d'origen incert. Primer s'aplicava a una raça d'ovelles, després als habitants de les zones valencianes de parla castellana i finalment a la pasta de bunyol, típicament d'aquelles comarques.
A Barcelona, la xocolata va arribar directament des de Mèxic i s'hi van establir els primers obradors del vell continent. Va seduir les famílies riques de la ciutat. Els Maldà o els Ametller, a més, en va fer negoci. Hi ha moltes llegendes sobre l'origen de la combinació xocolata am xurros. Es desconeix quan exactament aquests dos elements (xocolata i xurros) van aparèixer al pas segle xix al segle xx. Potser la saviesa popular va ser la que va indicar de forma espontània la idoneïtat d'aquest emparellament., la xocolata amb xurros d'origen valenciana va esdevenir un plat típic de tot el país. Aquest esmorzar és un contrast de sabors equilibrat, la dolçor amarga de la xocolata barrejada amb els aromes salats i oliosos del xurro cruixent en fan una parella ideal. Segur que la popularitat del xurro –o de la seva variant més gran, la porra– com a esmorzar va créixer fins a ser altament popular degut al seu baix cost.
| «                                                                                | Els habitants de Barrabim i de Barrabam s'odiaven a mort i estaven sempre brallant-se per qualsevol ximpleria. […] Tot va començar quan els habitants de Barrabam es van assabentar que a Barrabim els nens menjaven xocolata amb xurros cada diumenges per esmorzar. Immediatament van decidir prohibir la xocolata i els xurros amb l'excusa que eren dolents per a la salut. | » |
| — Marc Donat Balcells, Ricard Zaplana, 25 contes clàssics per llegir en 5 minuts | |   |